# Ferdinando Carlo Giuseppe d'Austria-Este
L'Arciduca Ferdinando Carlo Giuseppe d'Austria-Este (Milano, 25 aprile 1781 – Altmünster, 5 novembre 1850) è stato il terzo figlio dell'Arciduca Ferdinando d'Asburgo-Lorena e della principessa Maria Beatrice d'Este. Per gran parte delle guerre napoleoniche fu il comandante dell'esercito austriaco.

## Biografia
Frequentò l'Accademia militare di Vienna prima di entrare nella carriera militare. Nel 1805, nella guerra della terza coalizione contro la Francia, Ferdinando fu comandante in capo dell'esercito austriaco, con il generale Mack quale suo Capo di stato maggiore. In ottobre il suo esercito venne circondato ad Ulma. Mack si arrese con l'intera armata, mentre Ferdinando fuggì verso la Boemia con uno squadrone di 2.000 cavalieri; li prese il comando delle truppe austriache e riuscì a raccogliere oltre 9.000 uomini. Con questo esercito si diresse verso Iglau per stornare l'attenzione dai movimenti della coalizione. Succedette al comando del principe Karl Philipp von Wrede ad Iglau.
Nel 1809 nella guerra della Quinta coalizione contro la Francia, Ferdinando comandò un esercito austriaco di 36.000 uomini. In aprile invase il Granducato di Varsavia sperando di spingere la popolazione locale contro Napoleone, ma i polacchi si strinsero attorno al principe Józef Antoni Poniatowski. Ferdinando fu sconfitto alla battaglia di Raszyn, ma riuscì ad occupare Varsavia. In giugno, comunque Ferdinando fu costretto, per prendere Varsavia, ad abbandonare Cracovia e la Galizia.
Nel 1815 nella guerra del settima coalizione contro la Francia, Ferdinando comandò due divisioni della Riserva austriaca. L'anno seguente fu nominato comandante militare in Ungheria.
Il 12 maggio 1819 accompagnò la madre Maria Beatrice d'Este a Modena in vista del parto della cognata Maria Beatrice, duchessa di Modena e Reggio; l'Arciduca Ferdinando era stato incaricato dall'Imperatore Francesco I d'Austria di essere il suo rappresentante alla funzione del battesimo.
Nel 1830 Ferdinando fu nominato governatore militare e civile della Galizia, insediandosi a Leopoli. Dopo il 1848 risiedette quasi sempre in Italia.
Ferdinando non si sposò mai.
Nel 1850 morì nel castello di Ebenzweier in Altmünster, vicino a Gmunden in Austria.

## Ascendenza
|                                          |                      |                                               | Genitori                              |  |  | Nonni |  |  | Bisnonni           |  |  | Trisnonni         |  |
|                                          |                      |                                               |                                       |  |  |       |  |  | Leopoldo di Lorena |  |  | Carlo V di Lorena |  |
|                                          |                      |                                               |                                       |  |  |       |  |  | Leopoldo di Lorena |  |  | Carlo V di Lorena |  |
|                                          |                      | Eleonora Maria Giuseppina d'Austria           |                                       |  |  |       |  |  | Leopoldo di Lorena |  |  |                   |  |
| Francesco I di Lorena                    |                      |                                               |                                       |  |  |       |  |  | Leopoldo di Lorena |  |  |                   |  |
|                                          |                      | Elisabetta Carlotta di Borbone-Orléans        | Filippo I di Borbone-Orléans          |  |  |       |  |  |                    |  |  |                   |  |
|                                          |                      | Elisabetta Carlotta di Borbone-Orléans        | Filippo I di Borbone-Orléans          |  |  |       |  |  |                    |  |  |                   |  |
|                                          |                      | Elisabetta Carlotta di Borbone-Orléans        | Elisabetta Carlotta del Palatinato    |  |  |       |  |  |                    |  |  |                   |  |
| Ferdinando d'Asburgo-Lorena              |                      | Elisabetta Carlotta di Borbone-Orléans        |                                       |  |  |       |  |  |                    |  |  |                   |  |
|                                          |                      | Carlo VI d'Asburgo                            | Leopoldo I d'Asburgo                  |  |  |       |  |  |                    |  |  |                   |  |
|                                          |                      | Carlo VI d'Asburgo                            | Leopoldo I d'Asburgo                  |  |  |       |  |  |                    |  |  |                   |  |
|                                          |                      | Carlo VI d'Asburgo                            | Eleonora del Palatinato-Neuburg       |  |  |       |  |  |                    |  |  |                   |  |
| Maria Teresa d'Austria                   |                      | Carlo VI d'Asburgo                            |                                       |  |  |       |  |  |                    |  |  |                   |  |
|                                          |                      | Elisabetta Cristina di Brunswick-Wolfenbüttel | Luigi Rodolfo di Brunswick-Lüneburg   |  |  |       |  |  |                    |  |  |                   |  |
|                                          |                      | Elisabetta Cristina di Brunswick-Wolfenbüttel | Luigi Rodolfo di Brunswick-Lüneburg   |  |  |       |  |  |                    |  |  |                   |  |
|                                          |                      | Elisabetta Cristina di Brunswick-Wolfenbüttel | Cristina Luisa di Oettingen-Oettingen |  |  |       |  |  |                    |  |  |                   |  |
| Ferdinando Carlo Giuseppe d'Austria-Este |                      | Elisabetta Cristina di Brunswick-Wolfenbüttel |                                       |  |  |       |  |  |                    |  |  |                   |  |
|                                          | Francesco III d'Este | Rinaldo d'Este                                |                                       |  |  |       |  |  |                    |  |  |                   |  |
|                                          | Francesco III d'Este | Rinaldo d'Este                                |                                       |  |  |       |  |  |                    |  |  |                   |  |
|                                          | Francesco III d'Este | Carlotta Felicita di Brunswick-Lüneburg       |                                       |  |  |       |  |  |                    |  |  |                   |  |
| Ercole III d'Este                        | Francesco III d'Este |                                               |                                       |  |  |       |  |  |                    |  |  |                   |  |
|                                          |                      | Carlotta Aglae di Borbone-Orléans             | Filippo II di Borbone-Orléans         |  |  |       |  |  |                    |  |  |                   |  |
|                                          |                      | Carlotta Aglae di Borbone-Orléans             | Filippo II di Borbone-Orléans         |  |  |       |  |  |                    |  |  |                   |  |
|                                          |                      | Carlotta Aglae di Borbone-Orléans             | Francesca Maria di Borbone-Francia    |  |  |       |  |  |                    |  |  |                   |  |
| Maria Beatrice d'Este                    |                      | Carlotta Aglae di Borbone-Orléans             |                                       |  |  |       |  |  |                    |  |  |                   |  |
|                                          |                      | Alderano I Cybo-Malaspina                     | Carlo II Cybo-Malaspina               |  |  |       |  |  |                    |  |  |                   |  |
|                                          |                      | Alderano I Cybo-Malaspina                     | Carlo II Cybo-Malaspina               |  |  |       |  |  |                    |  |  |                   |  |
|                                          |                      | Alderano I Cybo-Malaspina                     | Teresa Pamphili                       |  |  |       |  |  |                    |  |  |                   |  |
| Maria Teresa Cybo Malaspina              |                      | Alderano I Cybo-Malaspina                     |                                       |  |  |       |  |  |                    |  |  |                   |  |
|                                          |                      | Ricciarda Gonzaga di Novellara                | Camillo II Gonzaga di Novellara       |  |  |       |  |  |                    |  |  |                   |  |
|                                          |                      | Ricciarda Gonzaga di Novellara                | Camillo II Gonzaga di Novellara       |  |  |       |  |  |                    |  |  |                   |  |
|                                          |                      | Ricciarda Gonzaga di Novellara                | Matilde d'Este                        |  |  |       |  |  |                    |  |  |                   |  |
|                                          |                      | Ricciarda Gonzaga di Novellara                |                                       |  |  |       |  |  |                    |  |  |                   |  |

### Galleria d'immagini

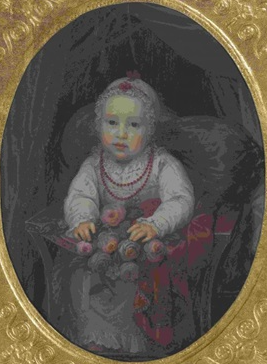
L'arciduca Ferdinando Carlo d'Austria-Este - Maria Beatrice d'Austria-Este (2 opere) , 1825 ca.
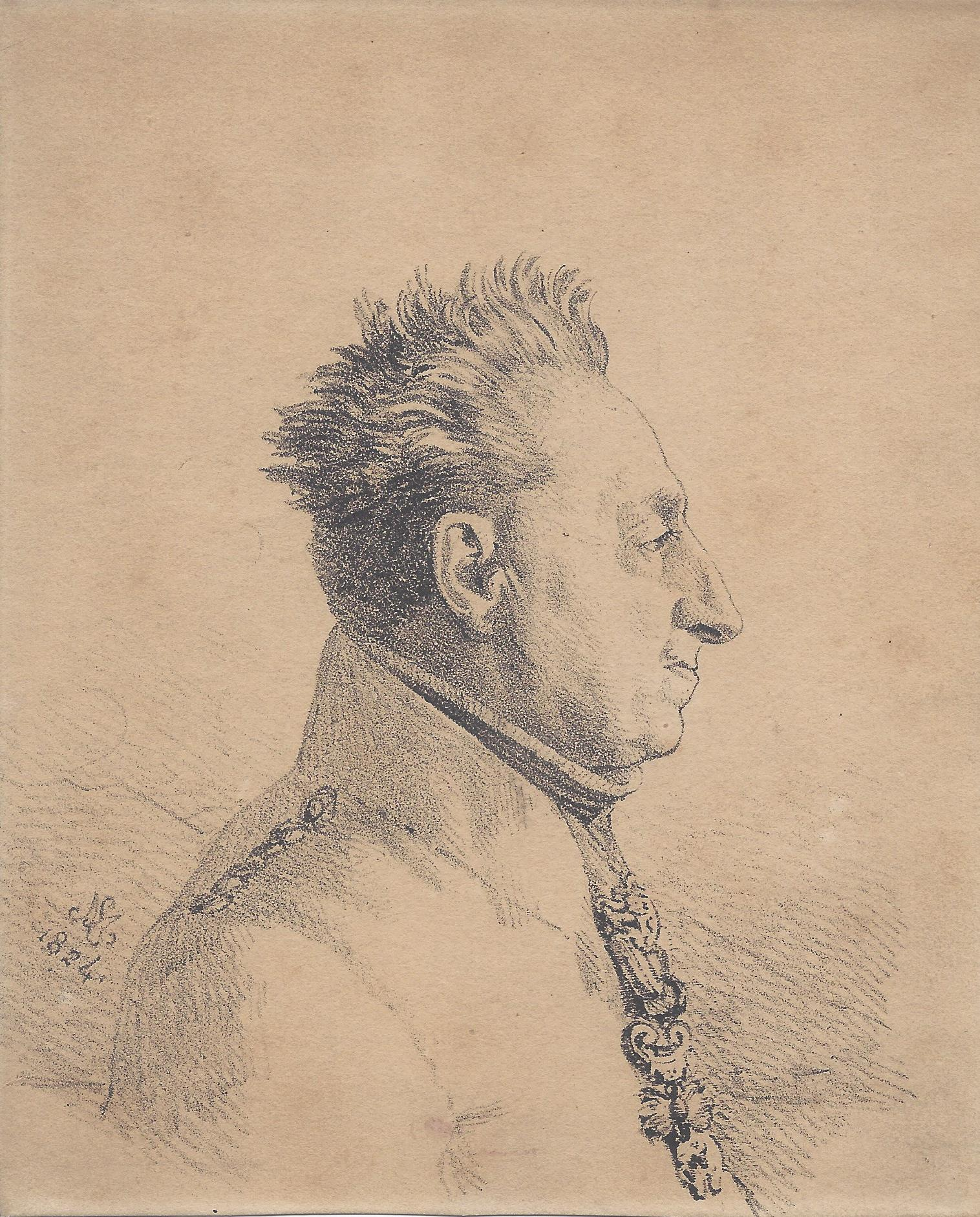
Ferdinando Carlo d'Austria-Este, litografia firmata L.M., 1824.
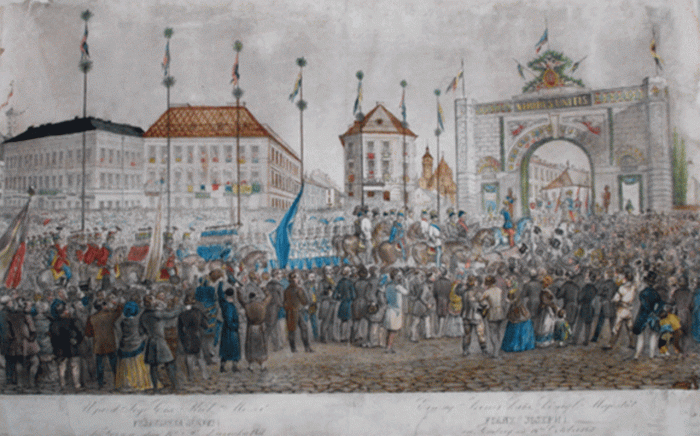
Leopoli. Veduta di Piazza Ferdinando (Mickiewicz) durante la visita dell'imperatore Francesco Giuseppe nel 1851. Litografia.
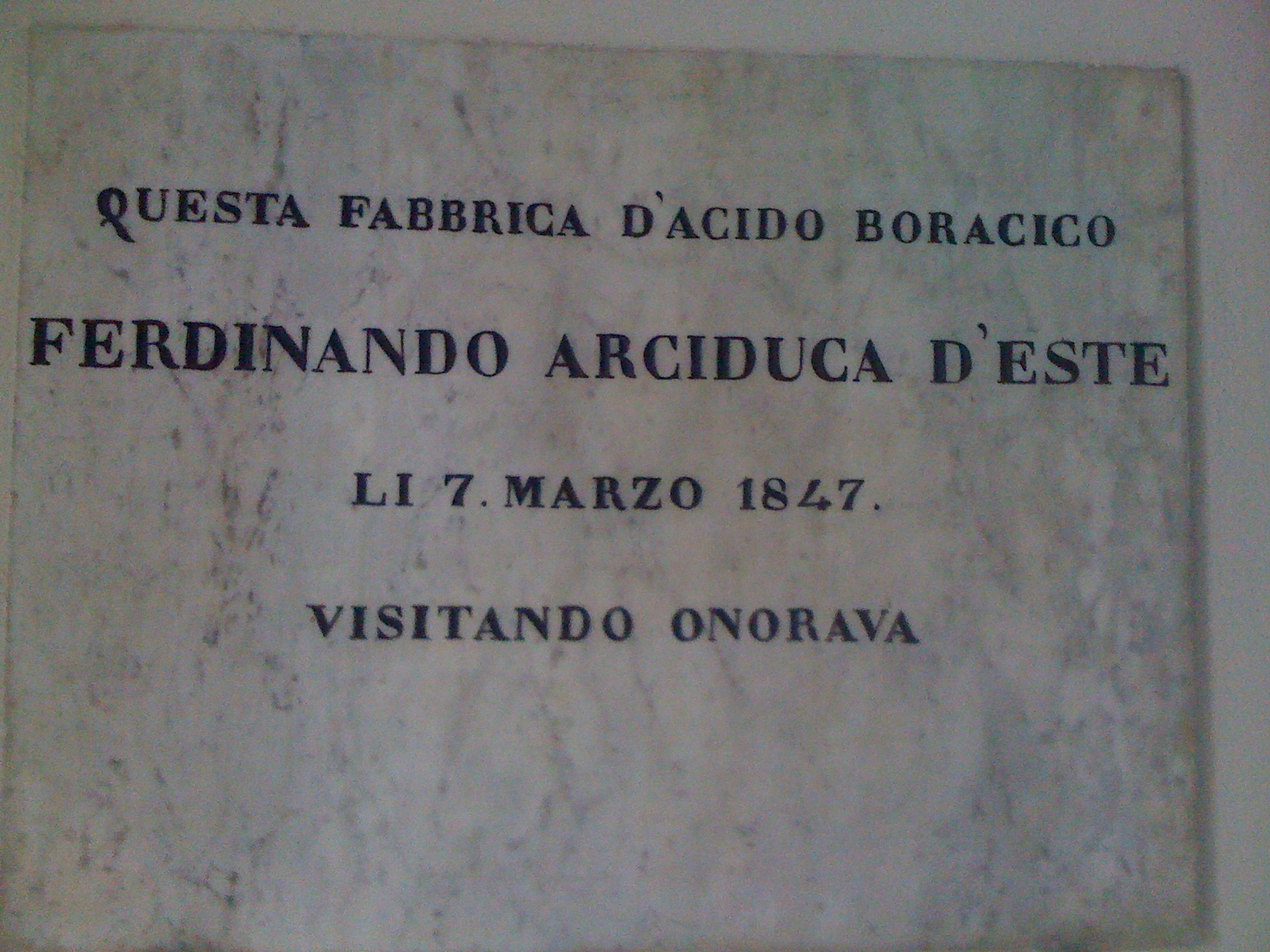
Lapide a memoria della visita dell'arciduca agli stabilimenti di Larderello.